# Hyptis poliodes
Hyptis poliodes là một loài thực vật có hoa trong họ Hoa môi. Loài này được Briq. ex Micheli mô tả khoa học đầu tiên năm 1897.